# Soldotna
Soldotna – miasto w Stanach Zjednoczonych, w stanie Alaska, siedziba okręgu Kenai Peninsula.

## Demografia
W 2008 liczyło 4258 mieszkańców. W 2023 liczba mieszkańców wzrosła do 4577 osób, a gęstość zaludnienia do 238,4 osoby/km².